# Harun Farocki
Harun Farocki (ur. 1 września 1944 w Nowym Jiczynie, zm. 30 lipca 2014 w pobliżu Berlina) – niemiecki filmowiec, teoretyk, krytyk, autor instalacji wideo, kurator i wykładowca.

## Życiorys
Farocki studiował w latach 1966–1968 na uczelni Deutsche Film- und Fernsehakademie Berlin. Od 1974 do 1984 był redaktorem i autorem lewicowego pisma filmowego Filmkritik.
W latach 1993–1999 był wykładowcą na Uniwersytecie Kalifornijskim w Berkeley, a od 2000 w Akademii Sztuk Pięknych w Berlinie. Wykładał również w Akademii Sztuk Pięknych w Wiedniu.
W listopadzie 2010 w muzeum ms²  w Łodzi odbyła się pierwsza w Polsce retrospektywa jego filmów. Kolejna miała miejsce 11 maja 2012 w Centrum Sztuki Współczesnej Zamek Ujazdowski (Harun Farocki pierwszy raz w Warszawie. Wystawa i retrospektywa filmów).

## Filmografia
- Zwei Wege (1966) reżyseria, scenariusz
- Jeder ein Berliner Kindl (1966) reżyseria
- Der Wahlhelfer (1967) reżyseria, scenariusz
- Drei Schüsse auf Rudi (1968) reżyseria, scenariusz, montaż
- Die Rote Fahne (1968) reżyseria
- White Christmas (1968) reżyseria, scenariusz, montaż
- Ihre Zeitungen (1968) reżyseria
- Ogień nie do ugaszenia (Nicht löschbares Feuer, 1969) reżyseria, scenariusz, montaż
- Wie nimmt man einem Polizisten den Helm ab (1969) reżyseria, scenariusz, produkcja, montaż
- Die Worte des Vorsitzenden (1969) reżyseria, scenariusz
- Nixon kommt nach Berlin (1969) reżyseria, scenariusz, produkcja
- Die Teilung aller Tage (1970) reżyseria, scenariusz, montaż
- Eine Sache, die sich versteht (1971) reżyseria, scenariusz, produkcja
- Die Sprache der Revolution (1972) reżyseria
- Remember Tomorrow Is the First Day in the Rest of Your Life (1972) reżyseria, scenariusz, montaż
- Make Up (1973) reżyseria, scenariusz
- Brunner ist dran (1973) reżyseria, scenariusz
- Einmal wirst auch Du mich lieben (1973) reżyseria, scenariusz
- Die Arbeit mit Bildern (1974) reżyseria, scenariusz
- Erzählen (1975) reżyseria, scenariusz, produkcja
- Die Schlacht - Szenen aus Deutschland (1976) reżyseria
- Auf Biegen oder Brechen (1976) scenariusz
- Ein Bild von Sarah Schumann (1978) reżyseria, scenariusz
- Między dwoma wojnami (Zwischen zwei Kriegen, 1978) reżyseria, scenariusz, montaż
- Zur Ansicht: Peter Weiss (1979) reżyseria, scenariusz, montaż
- Industrie und Fotografie (1979) reżyseria, scenariusz
- Der Geschmack des Lebens (1979) reżyseria, scenariusz
- Single - Eine Schallplatte wird produziert (1980) reżyseria, scenariusz
- Etwas wird sichtbar (1981) reżyseria, scenariusz, produkcja
- Stadtbild (1981) reżyseria, scenariusz
- Jean-Marie Straub und Danièle Huillet bei der Arbeit an einem Film (1983) reżyseria, scenariusz, montaż
- Ein Bild (1983) reżyseria, scenariusz, montaż
- Peter Lorre - Das doppelte Gesicht (1984) reżyseria, scenariusz
- Betrogen (1985) reżyseria, scenariusz
- Schlagworte-Schlagbilder. Ein Gespräch mit Vilem Flusser (1986) reżyseria, scenariusz
- Wie man sieht (1986) reżyseria, scenariusz, produkcja, montaż
- Bilderkrieg (1987) reżyseria
- Die Schulung (1987) reżyseria, scenariusz
- Die Menschen stehen vorwärts in den Straßen (1987) reżyseria, scenariusz, montaż
- Georg K. Glaser - Schriftsteller und Schmied (1988) reżyseria, scenariusz, produkcja, montaż
- Obrazy świata i zapis wojny (Bilder der Welt und Inschrift des Krieges, 1989) reżyseria, scenariusz, montaż
- Image und Umsatz oder: Wie kann man einen Schuh darstellen? (1989) reżyseria, scenariusz, montaż
- Leben - BRD (1990) reżyseria, scenariusz, produkcja, montaż
- Kinostadt Paris (1990) reżyseria, scenariusz
- Was ist los? (1991) reżyseria, scenariusz
- Kamera und Wirklichkeit (1992) reżyseria, scenariusz, produkcja
- Videogramme einer Revolution (1992) reżyseria
- Ein Tag im Leben der Endverbraucher (1993) reżyseria, scenariusz
- Die Führende Rolle (1994) reżyseria, scenariusz
- Die Umschulung (1994) reżyseria, scenariusz, produkcja
- Schnittstelle (1995) reżyseria
- Wyjście robotników z fabryki (1995) reżyseria, scenariusz
- Bewerbungen (1996) reżyseria, scenariusz
- Der Auftritt (1996) reżyseria, scenariusz
- Cuba Libre (1996) scenariusz
- Stilleben (1997) reżyseria, scenariusz, montaż
- Der Ausdruck der Hände (1997) reżyseria
- Worte und Spiele (1998) reżyseria, scenariusz
- Ich glaubte Gefangene zu sehen (2000) reżyseria, produkcja
- Gefängnisbilder (2000) reżyseria, scenariusz, produkcja
- Decyzja (Die Innere Sicherheit, 2000) scenariusz
- Auge/Maschine (2001) reżyseria, scenariusz, produkcja
- Die Schöpfer der Einkaufswelten (2001) reżyseria
- Auge/Maschine II (2002) reżyseria, scenariusz, produkcja
- Erkennen und verfolgen (2003) reżyseria, scenariusz
- Auge/Maschine III (2003) reżyseria, scenariusz
- Nicht ohne Risiko (2004) reżyseria, scenariusz, produkcja
- Duchy (2005) scenariusz
- Dla porównania (Zum Vergleich, 2009) reżyseria

## Nagrody i nominacje
| Rok  | Nagroda                                   | Kategoria                   | Rezultat  | Przedmiot nominacji                       |
| ---- | ----------------------------------------- | --------------------------- | --------- | ----------------------------------------- |
| 1969 | German Film Critics Association Awards    | Najlepszy film dokumentalny | Wygrana   | Nicht löschbares Feuer                    |
| 1989 | German Film Critics Association Awards    | Najlepszy film dokumentalny | Wygrana   | Bilder der Welt und Inschrift des Krieges |
| 1991 | German Film Critics Association Awards    | Najlepszy film dokumentalny | Wygrana   | Leben - BRD                               |
| 2003 | Międzynarodowy Festiwal Filmowy w Locarno |                             | Wygrana   | Erkennen und verfolgen                    |
| 2010 | German Film Critics Association Awards    | Najlepszy film dokumentalny | Nominacja | Zum Vergleich                             |